# Opad frontowy
Opad frontowy – opad atmosferyczny tworzący się w strefie frontu atmosferycznego, gdzie stykają się ze sobą masy powietrza o różnych temperaturach. W zależności od rodzaju frontu (ciepły, chłodny, zokludowany), występujące opady mają różny charakter.

## Front ciepły
W strefie frontu ciepłego dominują chmury warstwowe, co jest związane z łagodnym wślizgiwaniem się cieplejszego powietrza nad chłodne i niewielkim kątem nachylenia powierzchni frontu do powierzchni Ziemi. Opady dają tu głównie niskie chmury nimbostratus (rzadziej słaby opad z altostratusów i stratusów). Charakteryzują się one jednostajną, przeważnie umiarkowaną intensywnością, a także, z uwagi na małą prędkość przemieszczania się i dużą powierzchnię, długotrwałością (opad wielkoskalowy).

## Front chłodny
Na froncie tym chłodne powietrze wdziera się pod ciepłe, wymuszając jego ruch wznoszący. Intensywne prądy wstępujące powodują powstanie chmur o budowie pionowej typu cumulonimbus. Zjawiska są gwałtowne – występują burzowe, przelotne, ale bardzo intensywne opady; w przypadku frontów o dużej aktywności mogą pojawić się gradobicia. Zazwyczaj opady połączone są z wyładowaniami atmosferycznymi.

## Front zokludowany
Front okluzji jest połączeniem obu powyższych rodzajów frontów atmosferycznych. Opady mogą mieć cechy zarówno frontu ciepłego, jak i chłodnego. Kolejność ich występowania zależy od typu okluzji (chłodna lub ciepła).